# Glyphocarpus insertus
Glyphocarpus insertus là một loài rêu trong họ Bartramiaceae. Loài này được Sull. & Lesq. A. Jaeger mô tả khoa học đầu tiên năm 1875.